# 491
491 (CDXCI) fue un año común comenzado en martes del calendario juliano, en vigor en aquella fecha.
En el Imperio romano, el año fue nombrado el del consulado de Olibrio sin colega, o menos comúnmente, como el 1244 Ab urbe condita, adquiriendo su denominación como 491 a principios de la Edad Media, al establecerse el anno Domini.

## Acontecimientos
- Anastasio sucede a Zenón como emperador de Oriente.[1]

## Fallecimientos
- Zenón, emperador romano de Oriente.